# Lumbui Melayu
Lumbui Melayu is een bestuurslaag in het regentschap Nias Selatan van de provincie Noord-Sumatra, Indonesië. Lumbui Melayu telt 97 inwoners (volkstelling 2010).